# Kalsa (Szlovákia)
Kalsa (szlovákul: Kalša) község Szlovákiában, a Kassai kerület Kassa-környéki járásában.

## Fekvése
Kassától 29 km-re délkeletre, az Eperjes–Tokaji-hegység keleti lábánál fekszik. Érinti a Kassa–Ágcsernyő–Csap-vasútvonal.

## Története
1270-ben „terre cruciferorum Kolse” alakban említik először. Neve talán a magyar Galsa személynévből származik, de lehet a szlovák koľčovany (= irtványlakók) szóból is. A középkorban a keresztesek birtokolták. 1715-ben az egész falu területe lakatlan pusztaság volt.
A 18. század végén Vályi András így ír róla: „KALSA. Magyar falu Abaúj Várm. földes Urai több Urak, lakosai katolikusok, fekszik Fűzérhez két mértföldnyire, Szilvás Újfalunak filiája, határja középszerű, hasonlító Ránkhoz, azon kivűl, hogy legelője nem igen elég.”
1828-ban 40 házát 287-en lakták. Fényes Elek 1851-ben kiadott geográfiai szótárában így ír a faluról: „Kalsa, Abauj v. orosz-tót-magyar falu, Zemplén vgye szélén: 70 r. kath., 160 g. kath., 4 evang., 45 ref., 4 zsidó lak. Ref. szentegyház. Legelője szűk; erdeje, földje elég. F. u. gr. Vandernath, Ócsváry, Bideskuthy, Reviczky.”
1869-ben 361 lakosa volt. Lakói hagyományosan mezőgazdasággal, erdei munkákkal és fuvarozással foglalkoztak. A faluban fűrészüzem és kőbánya is volt.
Borovszky Samu monográfiasorozatának Abaúj-Torna vármegyét tárgyaló része szerint: „Közel hozzá délre Kalsa falu 62 házzal, 331 tót és magyar ajku lakossal [...] posta- és táviró-állomása Nagy-Szaláncz.”
A trianoni diktátumig Abaúj-Torna vármegye Füzéri járásához tartozott.
Később a Kassai, majd 1960 és 1968 között a Tőketerebesi járás része volt, ezután az újonnan kialakított Kassa-környéki járás része lett.

## Népessége
| Év:            | 1994. | 2004.   | 2014.   | 2024.   |
| -------------- | ----- | ------- | ------- | ------- |
| Emberek száma: | 695   | 714     | 721     | 747     |
| Eltérés:       |       | +2,73 % | +0,98 % | +3,60 % |

| Év:            | 2023. | 2024.   |
| -------------- | ----- | ------- |
| Emberek száma: | 748   | 747     |
| Eltérés:       |       | -0,13 % |

1910-ben 418-an, többségében magyarok lakták, jelentős szlovák kisebbséggel.
2001-ben 709 lakosából 688 fő szlovák volt.
2011-ben 693 lakosából 672 fő szlovák.

## Nevezetességei
- Nagyboldogasszony tiszteletére szentelt, görögkatolikus temploma.
- A Segítő Szűzanya tiszteletére szentelt, római katolikus temploma.
- Református haranglába.